# ボンバーマン'94
『ボンバーマン'94』 (BOMBER MAN '94) は、1993年12月10日にハドソンから発売されたPCエンジン用アクションゲーム。ボンバーマンシリーズ第8作目でPCエンジン用ソフト第3作目。
1人プレイ時の設定は、主人公のボンバーマンを操作して「バグラー」を倒し、破壊された精霊の絵を修復しボンバー星に平和を取り戻す事を目的としている。前作と同様に最大5人までプレイできるバトルゲームが存在する他、新キャラクターが追加されている事を特徴としている。
開発はハドソンが行い、プロデューサーは島田周樹、ディレクターは川口佳之、音楽は前作に引き続き竹間淳、アート・ディレクターは後に至るまで『ボンバーマンシリーズ』を手掛け、本作が初参加となった元アニメーターの水野祥司が担当している。
1994年と1995年には欧米にて『MegaBomberman』のタイトルでメガドライブに移植された他、2000年にはドリームキャスト用ソフトとしてドリームライブラリにて配信、2006年にはWindows用ソフトとしてi-revoにて配信、バーチャルコンソール対応ソフトとしては2006年にWii、2014年にWii Uに配信された。それ以外にも2008年には携帯電話ゲームとして『ボンバーマン'08』のタイトルで配信された他、2009年にPlayStation 3およびPlayStation Portable用ソフトとしてPCエンジンアーカイブスにて配信された。2020年3月にKDEより発売されたゲーム機PCエンジン miniにも収録されている。

## ゲーム内容
ボンバーマンをサポートする乗り物キャラ「ルーイ」や、シリーズの敵役として何度も登場する「バグラー」が初めて登場した。

### ノーマルゲーム
全5エリア+αで全20面で構成されている。1つのエリアは3～4のステージで構成されている。制限時間内にステージ内のコアメカを全て破壊し、カプセルの中に封印されている石版（精霊の絵のかけら）を手に入れることが各ステージのクリア条件。従って、従来のシリーズ作品と異なり全ての敵を倒す必要はない。クリア後にソフトブロックが残っている場合、ブロックがボーナスコインに変わり、それを集めるというボーナスゲームが始まる1枚集めるごとにスコアが500点上がる。制限時間は15秒。
敵キャラクターや爆風に接触するか、制限時間内にステージをクリアできない時は残ボンバーマン数を1つ失う。残ボンバーマン数が0の時にボンバーマンがやられてしまうとゲームオーバーとなる。ゲームオーバー画面でコンティニューを選択するか、表示されているパスワードをパスワード入力画面で入力することで再開できるが、ボンバーマンのパワーアップが初期状態に戻ってしまう。

### バトルゲーム
最大5人、3分で行うシリーズお馴染みのサバイバルバトルである。前作からの主な変更点は以下の通り。ちなみに今作ではPCエンジンGTを繋いで対戦する「VSゲーム」は廃止された。
- ノーマルとタッグの2種類から選べる。
- 「ボンバーファミリー」という異なる姿のボンバーマンが用意されており、その中からキャラクターを選ぶことができる。
- 後述の「ルーイ」が出現し、乗ることができる。

タッグマッチ
プレイヤー・コンピュータが二つのチームに分かれて戦う対戦方式。他方のチームを全滅させれば勝ちとなり、その時自軍は一人でも残っていればよい。
対戦人数が何人でも選択でき、4対1といった極端な分け方を含め、チーム分けも自由に行える。
ボンバーファミリー
バトルモードで選べるキャラクターは全9種。プレイヤーが操作する場合は見た目の違いだけで能力に違いはないが、コンピュータが操る場合は攻撃や行動のパターンが変化する。詳細はボンバーファミリーを参照。

## 設定

### ストーリー
動物たちが平和に暮らすボンバー星は、5つの精霊に守られた美しい星だった。しかし、突如現れた「バグラー」とロボット軍団の手により精霊の力の源である「精霊の絵」が破壊された。そして精霊の力が失われたことにより、ボンバー星は均衡が崩れ5つに分割してしまったのだ。精霊の絵を元通りに修復し、刻一刻と崩れていくボンバー星に平和を取り戻すためボンバーマンが立ち上がった。

### 登場キャラクター
バグラー
ロボット軍団とともに、ボンバー星の精霊の力の源である「精霊の絵」を破壊してしまった。詳しくはバグラーを参照。
ルーイ
本作より登場した、乗り物としての役割を果たしてくれるキャラクター。イエロー、グリーン、パープル、ピンク、ブルーの5種類がいる。本作では「ボンバー星に生息するボンバーマンと仲のよい生物」という設定がある。

#### ボンバーファミリー
バトルゲームで使用できるボンバーマン。見た目の違いだけで能力に違いはないが、コンピュータが操作する場合は攻撃パターンが変化する。なお、「ボンバーマン」以外のキャラクター名は小学館の月刊PCエンジン誌上の公募で採用されたものである。
ボンバーマン
いつものボンバーマン。バランスの取れたオーソドックスタイプ。詳しくはボンバーマン (ゲームキャラクター)を参照。
ガクボン
学生服を着て眼鏡をかけたボンバーマン。勤勉で攻守ともに手堅い。
ボンバーレディー
頭にリボンをつけた、ボンバーファミリーの紅一点。奥手な性格で、自分からはなかなか攻撃をしかけてこない。
ボンジー
杖をついた老人の姿のボンバーマン。積極的な攻撃は行わないものの、堅実な守りの持ち主。
ゲンバーマン
ヘルメットをかぶり、ツルハシを持った工事現場勤めのボンバーマン。ひたすらブロックを壊す。
チョビボン
小さいボンバーマン。小さな体に似合わず激しい攻撃をしかける。
デボン
大柄で食いしん坊なボンバーマン。とにかくアイテムまっしぐらでアイテムを取りまくる。
ボンキー
サングラスをかけたモヒカン頭のヤンキー風ボンバーマン。ひたすら爆弾をばらまく命知らず。
ボンセイバー
戦闘的なスタイルのボンバーマン。ネジ仕掛けのようである。的確な攻撃と守りで正確な攻撃パターンをこなす。

## 移植版
| No. | タイトル          | 発売日                                        | 対応機種                                                    | 開発元     | 発売元   | メディア                                | 型式         | 備考                  |
| --- | ----------------- | --------------------------------------------- | ----------------------------------------------------------- | ---------- | -------- | --------------------------------------- | ------------ | --------------------- |
| 1   | Mega Bomberman    | 1994年11月 1995年                             | メガドライブ                                                | ウエストン | セガ     | 8メガビットロムカセット                 | 1573-50 1573 |                       |
| 2   | ボンバーマン'94   | 2000年7月6日                                  | ドリームキャスト                                            | ハドソン   | ハドソン | ダウンロード （ドリームライブラリ）     | -            | 2001年1月27日配信終了 |
| 3   | ボンバーマン'94   | 2006年10月20日                                | Windows                                                     | ハドソン   | アイレボ | ダウンロード (i-revo)                   | -            |                       |
| 4   | ボンバーマン'94   | 2006年12月2日 2009年3月23日 PAL 2009年7月10日 | Wii                                                         | ハドソン   | ハドソン | ダウンロード （バーチャルコンソール）   | -            |                       |
| 5   | ボンバーマン'08   | 2008年9月8日                                  | 50xiシリーズ （iアプリ）                                    | ハドソン   | ハドソン | ダウンロード （着☆あぷ♪ボンバーマン）   | -            | リメイク版            |
| 6   | ボンバーマン'94   | 2009年7月15日 2011年6月2日                    | PlayStation 3 PlayStation Portable (PlayStation Network)    | ハドソン   | ハドソン | ダウンロード （PCエンジンアーカイブス） | -            |                       |
| 7   | PC Engine GameBox | 2010年12月20日                                | iPhone 3GS以降 iPod touch第3世代以降 iPad (iOS)             | ハドソン   | ハドソン | ダウンロード                            | -            |                       |
| 8   | ボンバーマン'94   | 2014年4月23日                                 | Smart TV Box (GameNow)                                      | ハドソン   | KDE      | クラウドゲーム                          | -            |                       |
| 9   | ボンバーマン'94   | 2014年5月9日                                  | Windows                                                     | ハドソン   | KDE      | ダウンロード （Windowsストア）          | -            |                       |
| 10  | ボンバーマン'94   | 2014年5月22日                                 | G-cluster （Gクラスタ）                                     | ハドソン   | KDE      | クラウドゲーム                          | -            |                       |
| 11  | ボンバーマン'94   | 2014年5月29日                                 | ひかりTV STB （ひかりTVゲーム）                             | ハドソン   | KDE      | クラウドゲーム                          | -            |                       |
| 12  | ボンバーマン'94   | 2014年11月19日 2017年2月2日                   | Wii U                                                       | ハドソン   | KDE      | ダウンロード （バーチャルコンソール）   | -            |                       |
| 13  | ボンバーマン'94   | 2020年3月19日                                 | PCエンジン mini TurboGrafx-16 mini PC Engine CoreGrafx mini | ハドソン   | KDE      | プリインストール                        | -            |                       |

## スタッフ
- プログラマー：伊藤雄一、岩川英夫、木村和之
- グラフィック・デザイナー：青山琢也、岩原裕二、多田知美
- サウンド・プログラマー：小原肇、守尾崇
- スペシャル・サンクス：電気未来社
- 音楽：竹間淳
- アート・ディレクター：水野祥司
- プロデューサー：島田周樹
- スーパーバイザー：藤原茂樹
- ディレクター：川口佳之
- ベーシック・ゲーム・デザイナー：中本伸一

## 評価
- ゲーム誌『ファミコン通信』の「クロスレビュー」では6・5・6・8の合計25点（満40点）[24]、『月刊PCエンジン』では75・80・90・80・90の平均83点（満100点）、『電撃PCエンジン』では65・75・65・70の平均68.75点（満100点）、『PC Engine FAN』の読者投票による「ゲーム通信簿」での評価は以下の通りとなっており、23.7点（満30点）となっている[26]。1998年に刊行されたゲーム誌「超絶 大技林 '98年春版」（徳間書店）では、本作のゲーム性がシンプルである事を指摘した上で、「人間性を壊しかねないほどの白熱したバトルが楽しめる」と称賛した[26]。

| 項目 | キャラクタ | 音楽 | お買得度 | 操作性 | 熱中度 | オリジナリティ | 総合 |
| 得点 | 4.3        | 3.4  | 4.1      | 4.0    | 4.3    | 3.6            | 23.7 |

- ゲーム本『懐かしゲーム機大百科 PCエンジン完全ガイド 1987-1999』では、ルーイのキャラクター造形に関して肯定的に評価した他、バトルゲームにおいてシングル、タッグの選択が可能でありルーイも使用できる点に関して「遊び方も豊富」と称賛、「友達と遊ぶなら、これがいちばん盛り上がる」と絶賛した[1]。